# Joëlle Léandre
Joëlle Léandre (Aix-en-Provence, 12 settembre 1951) è una contrabbassista e compositrice francese, particolarmente attiva nel campo dell'Improvvisazione libera e nell'esecuzione del repertorio contemporaneo.
È nota anche per l'utilizzo che fa della voce in molte delle sue performance.

## Biografia
Dopo aver studiato al Conservatoire national supérieur de musique et de danse de Paris, dove ottiene il Premier Prix in contrabbasso, nel 1976 riceve una borsa di studio che le permette di frequentare il Center for the Arts dell'università di Buffalo. Negli Stati Uniti ha modo di conoscere e lavorare con, tra gli altri, Morton Feldman, Earl Brown e John Cage. In particolare con quest'ultimo, che incontra per la prima volta a New York nell'inverno del 1976, sviluppa un'importante collaborazione, a tal punto che è lei stessa a definirlo una sorta di padre spirituale. Anni dopo Cage le dedicherà Ryoanji (1985).
Nello stesso periodo si afferma nella scena musicale della Dowtown newyorkese, suonando con personalità di spicco dell'area improvvisativa, tra cui John Zorn, Fred Frith e Derek Bailey. Anche l'incontro con Bailey rappresenterà per lei un punto di svolta.
Finita l'esperienza all'università di Buffalo, rientra in Europa e si mette in contatto con Giacinto Scelsi che incontra a Roma nel 1978, dopo aver già eseguito in prima assoluta il suo Le Réveil profond (1972) a Parigi con l'Ensemble l'Itinéraire nel 1977. Da quel momento tra i due nasce un rapporto sia di collaborazione che di amicizia e che continuerà fino alla morte del compositore nel 1988. A lei Scelsi dedicherà, oltre che il già citato Le Réveil profond, anche C’est bien la nuit (1972) e Maknongan (1976).
Nel corso della sua carriera ha lavorato inoltre con l'Ensemble InterContemporain diretto da Pierre Boulez, ed ha suonato anche con  Barre Phillips, Anthony Braxton, Evan Parker, Steve Lacy, Lol Coxhill, Maggie Nicols, Carlos Zíngaro, Ernst Reijseger, Gianni Lenoci e Sylvie Courvoisier.
A partire dal 1983 ha fatto parte dell'European Women Improvising Group (EWIG), ensemble sorto dalle ceneri del Feminist Improvising Group di Lindsay Cooper, Maggie Nicols e Irène Schweizer. Con quest'ultime formerà poi il trio Les Diaboliques.

## Discografia parziale
Di seguito è elencata una discografia parziale:
- Contrabassiste (QCA Redmark-Liben, 1981)
- Instant Replay (Nato, 1982) - con Lol Coxhill
- Live at The Bastille (Sync Pulse, 1982) - con Maggie Nicols e Lindsay Cooper
- Frerebet (FMP, 1986) - con Peter Kowald
- Contrabasse et voix (ADDA, 1987)
- Ensemble (Victoriaville, 1988) - Anthony Braxton Group
- Écritures (In Situ, 1990) - con Carlos Zíngaro
- Okanagon (Hat Hut, 1993) - Giacinto Scelsi
- The Wonderful Widow Of Eighteen Springs (Auvidis Montaigne, 1995) - John Cage
- No Comment (Red Toucan, 1997)
- No Waiting (Potlatch, 1998) - con Derek Bailey
- Contrabasses (Leo, 1998) - con William Parker
- Live at the Rhinefalls (Intakt, 2000) - Les Diaboliques
- John Cage #4 (Mesostics, 2000) - con Kumi Wakao
- Passagio (Intakt, 2002) - con Sylvie Courvoisier e Susie Ibarra
- Sur une balançoire (Ambiances Magnétiques, 2004) - con Gianni Lenoci
- Concerto Grosso (Jazz Halo, 2005)
- After You Gone (Victo, 2005) - con Barre Phillips, William Parker e Tetsu Saitoh
- One More Time (Leo, 2005) - con Steve Lacy
- At the Le Mans Jazz Festival (Leo, 2006)
- À l'improviste (Kadima Collective, 2006) - con Barre Phillips
- Psychomagic Combination (Setola di Maiale, 2007) - con Gianni Lenoci, Vittorino Curci e Marcello Magliocchi
- Duo (Heidelberg Loppem) (Leo, 2007) - con Anthony Braxton
- Live at Dunois (Leo, 2009) - con William Parker
- Trio Ceccaldi avec Joëlle Leandre (Ayler, 2013) - Trio Ceccaldi
- Tout va monter (Nato, 2014) - con Benoît Delbecq e Carnage The Executioner
- Oakland/Lisboa (RogueArt, 2015) - con Fred Frith, Alvin Curran e Urs Leimgruber (MMM Quartet)
- Double Bass (L'Empreinte Digitale, 2018)
- Area Sismica (WE INSIST! Records, 2020) - con Pascal Contet